# Macrocneme cupreipennis
Macrocneme cupreipennis là một loài bướm đêm thuộc phân họ Arctiinae, họ Erebidae.